# Dolní Lochov
Dolní Lochov là một làng thuộc huyện Jičín, vùng Královéhradecký, Cộng hòa Séc.